# Lenguas malayo-polinesias centrales
Las lenguas malayo-polinesias centrales son conjunto de lenguas malayo-polinesias se hablan en una amplia área de Indonesia oriental, incluyendo las Islas Sunda desde Sumbawa hasta Timor y la mayor parte de las Islas Molucas. Pocas lenguas de este grupo son grandes o bien conocidas, pero las más descritas son el manggarai y el ngadha, habladas en Flores, roti, el hablada en la isla del mismo nombre, tetum en Timor y buru en Buru y el Uab Meto of Timor occdiental.
Actualmente se considera que forman un grupo parafilético dentro de las lenguas malayo-polinesias centro-orientales.

## Distribución
Estas lenguas se hablan en Islas menores de la Sonda y en las Molucas del Mar de Banda, en una región formada por las provincias indonesias de Nusatenggara Oriental y Maluku y por Timor Oriental (exceptuando las lenguas papúes de Timor y las islas cercanas), pero con el bima extendiéndose hacia la mitad oriental de Sumbawa en la provincia de Nusatenggara Occidental y las lenguas sulanas del archipiélago Sula en la esquina sureste de la provincia de Molucas septentrionales. Las principales islas de esta región son Sumbawa, Sumba, Flores, Timor, Buru y Seram.

## Clasificación
Actualmente se considera a este grupo solo con sentido geográfico, ya que es parafilético, aunque inicialmente se consideró que eran una unidad filogenética válida. La mayor parte de las lenguas malayo-polinesias centrales están poco estudiadas, y ahora se sabe que no forman un grupo filogenético coherente. El análisis del Austronesian Basic Vocabulary Database (2008) excluyó que formaran un grupo filogenético en sí mismas, ya que muchas de las características definitorias del grupo no se encuentran en toda la región atribuida a estas lenguas. Aunque no constituyan una unidad filogenética, una clasificación conservadora podría consedera que forman un término conveniente para las lenguas malayo-polinesias centro-orientales que no son lenguas malayo-polinesias orientales (Grimes 1991). Una agrupación conveniente de estas lenguas sería:
- Bima-Sumba-Flores: Bima, Kodi, Weyewa, Lamboya, Wanukaka, Anakalangu, Mamboru, Sumbanés oriental, Savu, Ndao, Manggarai, Riung, Ngada, Ende, Lio, Palu’e.
- Mar Banda
  - Timor-Babar
  - Molucas central o Aru (islas Ceram, Aru, Buru y Sula)
  - Molucas meridional-central o Yambdena-Bomberai (islas Yamdena, Kai, Tanimbar y costas de Bomberai)
  - Irarutu
  - Selaru

Las lenguas de la parte oriental de Flores y de las islas vecinas, como el savu, tienen una gran cantidad de léxico de origen no austronesio, que se atribuye comúnmente a un substrato lingüístico no-austronesio que podría estar relacionado con las lenguas de Nueva Guinea.